# Single & Single
『Single & Single』（シングルアンドシングル）は、日本の歌手高山美瑠と音楽ユニットTWO-MIXによって結成されたユニットM★TWO-MinaMiru-のベスト・アルバム。

## 概要
M★TWO-MinaMiru-の最初にして最後のアルバム。最初の5曲は高山美瑠 with TWO-MIX、後半の5曲がM★TWO-MinaMiru-の楽曲が収録されている。
7曲目から9曲目までは高山美瑠 with TWO-MIXの楽曲をリミックス、10曲目がM★TWO-MinaMiru-を含めた楽曲をロッテルダムテクノ調にリミックスしたメドレーを収録されているため、新曲が1曲もない。
このアルバムがリリースされた後に、高山美瑠がアメリカへ留学してしまい、プロジェクトが立ち消えとなったため『歌手・高山美瑠』としての活動は終了した。

## 批評
『CDジャーナル』は、「期間限定なのがもったいないくらいの出来。」と批評した。

## 収録曲
- ()内は楽曲が発表された当時の名義。

| 全作詞: 永野椎菜、全編曲: TWO-MIX。 |                                                      |           |            |      |
| #                                   | タイトル                                             | 作詞      | 作曲       | 時間 |
| 1.                                  | 「JUSTICE〜Future Mystery〜」(高山美瑠 with TWO-MIX) | 永野椎菜  | 高山みなみ | 5:28 |
| 2.                                  | 「Kiss」(高山美瑠 with TWO-MIX)                      | 永野椎菜  | 高山みなみ | 5:40 |
| 3.                                  | 「RHYTHMIC YOUTH」(高山美瑠 with TWO-MIX)            | 永野椎菜  | 高山みなみ | 5:51 |
| 4.                                  | 「LITTLE SKY WALKER」(高山美瑠 with TWO-MIX)         | 永野椎菜  | 本澤尚之   | 5:07 |
| 5.                                  | 「BECAUSE I LOVE YOU」(高山美瑠 with TWO-MIX)        | 永野椎菜  | 高山みなみ | 5:12 |
| 6.                                  | 「37℃〜微熱戦記〜」(M★TWO-MinaMiru-)                 | 永野椎菜  | 高山みなみ | 4:51 |
| 7.                                  | 「JUSTICE〜MinaMiru〜」(M★TWO-MinaMiru-)             | 永野椎菜  | 高山みなみ | 4:26 |
| 8.                                  | 「Kiss〜MinaMiru〜」(M★TWO-MinaMiru-)                | 永野椎菜  | 高山みなみ | 5:18 |
| 9.                                  | 「RHYTHMIC YOUTH〜MinaMiru〜」(M★TWO-MinaMiru-)      | 永野椎菜  | 高山みなみ | 5:33 |
| 10.                                 | 「MEDLEY」(M★TWO-MinaMiru-)                          | 永野椎菜  | 高山みなみ | 5:04 |
| 合計時間:                           | 合計時間:                                            | 合計時間: | 52:30      |      |

## 曲解説
1. JUSTICE〜Future Mystery〜
  - 高山美瑠 with TWO-MIXのデビューシングル。
  - よみうりテレビ・日本テレビ系アニメ『金田一少年の事件簿』オープニングテーマ[2]。
2. Kiss
  - 高山美瑠 with TWO-MIXの2ndシングル。
3. RHYTHMIC YOUTH
  - 高山美瑠 with TWO-MIXの3rdシングル。
  - テレビ東京系『クイズ赤恥青恥』エンディングテーマ[3]。
4. LITTLE SKY WALKER
  - 高山美瑠 with TWO-MIXのデビューシングルのc/w。
5. BECAUSE I LOVE YOU
  - 高山美瑠 with TWO-MIXの3rdシングルのc/w。
  - TWO-MIXが1996年にリリースした2ndアルバム『BPM 143』に収録されている楽曲のカバー。
6. 37℃〜微熱戦記〜
  - 先行シングル。
  - テレビ東京系アニメ『ジバクくん』エンディングテーマ[4]。
7. JUSTICE〜MinaMiru〜
  - 高山美瑠 with TWO-MIXのデビューシングルのリミックス。
8. Kiss〜MinaMiru〜
  - 高山美瑠 with TWO-MIXの2ndシングルのリミックス。
9. RHYTHMIC YOUTH〜MinaMiru〜
  - 高山美瑠 with TWO-MIXの3rdシングルのリミックス。
10. MEDLEY
  - 高山美瑠 with TWO-MIX及びM★TWO-MinaMiru-の楽曲をロッテルダムテクノ調にリミックスしたメドレー。楽曲は以下の通り。

  1. JUSTICE〜Future Mystery〜
  2. 37℃〜微熱戦記〜
  3. RHYTHMIC YOUTH
  4. Kiss
  5. 37℃〜微熱戦記〜
  6. RHYTHMIC YOUTH
  7. 37℃〜微熱戦記〜

## リリース履歴
| No. | 日付          | レーベル                       | 規格 | 規格品番   | 最高順位 | 備考 |
| --- | ------------- | ------------------------------ | ---- | ---------- | -------- | ---- |
| 1   | 2000年3月23日 | ワーナーミュージック・ジャパン | CD   | WPC7-10043 | 59位     |      |